# Perlamantispa tincta
Perlamantispa tincta är en insektsart som först beskrevs av Navás 1929.  Perlamantispa tincta ingår i släktet Perlamantispa och familjen fångsländor. Inga underarter finns listade i Catalogue of Life.